# MTV Movie & TV Awards 2021
 (mai 2021).
La mise en forme du texte ne suit pas les recommandations de Wikipédia : il faut le « wikifier ».
Les points d'amélioration suivants sont les cas les plus fréquents. Le détail des points à revoir est peut-être précisé sur la page de discussion.
- Les titres sont pré-formatés par le logiciel. Ils ne sont ni en capitales, ni en gras.
- Le texte ne doit pas être écrit en capitales (les noms de famille non plus), ni en gras, ni en italique, ni en « petit »…
- Le gras n'est utilisé que pour surligner le titre de l'article dans l'introduction, une seule fois.
- L'italique est rarement utilisé : mots en langue étrangère, titres d'œuvres, noms de bateaux, etc.
- Les citations ne sont pas en italique mais en corps de texte normal. Elles sont entourées par des guillemets français : « et ».
- Les listes à puces sont à éviter, des paragraphes rédigés étant largement préférés. Les tableaux sont à réserver à la présentation de données structurées (résultats, etc.).
- Les appels de note de bas de page (petits chiffres en exposant, introduits par l'outil «  Source ») sont à placer entre la fin de phrase et le point final[comme ça].
- Les liens internes (vers d'autres articles de Wikipédia) sont à choisir avec parcimonie. Créez des liens vers des articles approfondissant le sujet. Les termes génériques sans rapport avec le sujet sont à éviter, ainsi que les répétitions de liens vers un même terme.
- Les liens externes sont à placer uniquement dans une section « Liens externes », à la fin de l'article. Ces liens sont à choisir avec parcimonie suivant les règles définies. Si un lien sert de source à l'article, son insertion dans le texte est à faire par les notes de bas de page.
- La présentation des références doit suivre les conventions bibliographiques. Il est recommandé d'utiliser les modèles {{Ouvrage}}, {{Chapitre}}, {{Article}}, {{Lien web}} et/ou {{Bibliographie}}. Le mode d'édition visuel peut mettre en forme automatiquement les références.
- Insérer une infobox (cadre d'informations à droite) n'est pas obligatoire pour parachever la mise en page.

Pour une aide détaillée, merci de consulter Aide:Wikification.
Si vous pensez que ces points ont été résolus, vous pouvez retirer ce bandeau et améliorer la mise en forme d'un autre article.
La cérémonie des MTV Movie & TV Awards 2021 est une remise de prix diffusée les 16 et 17 mai 2021. C'était la 29e édition de l'émission, et la 4e à récompenser conjointement le cinéma et la télévision. Il s'agissait également de la première édition à présenter une deuxième soirée, qui était exclusivement consacrée aux récompenses de la télé-réalité. Leslie Jones était la présentatrice cette année. Le 17 mai, c'est Nikki Glaser qui a présenté la seconde soirée intitulée MTV Movie & TV Awards : Unscripted, pour récompenser les émissions de télé-réalité. La cérémonie s'est déroulée au Hollywood Palladium.

## Palmarès
La liste complète des nommés a été publiée le 19 avril 2021. Les nommés pour le Meilleur documentaire musical ont été annoncés le 10 mai 2021, suivi des nommés pour le Meilleur moment musical le 11 mai 2021. Tous les gagnants sont listés en premier, en gras.

### Récompenses
| Film de l'année (Best Movie) | Série de l'année (Best Show) |
| --- | --- |
| - À tous les garçons : Pour toujours et à jamais - Borat, nouvelle mission filmée - Judas and the Black Messiah - Promising Young Woman - Soul | - WandaVision - The Boys - La Chronique des Bridgerton - Cobra Kai - Emily in Paris |
| Meilleure performance dans un film (Best Performance in a Movie) | Meilleure performance dans une série télévisée (Best Performance in a Show) |
| - Chadwick Boseman – Le Blues de Ma Rainey - Sacha Baron Cohen – Les Sept de Chicago - Daniel Kaluuya – Judas and the Black Messiah - Carey Mulligan – Promising Young Woman - Zendaya – Malcolm & Marie | - Elizabeth Olsen – WandaVision - Michaela Coel – I May Destroy You - Emma Corrin – The Crown - Elliot Page – Umbrella Academy - Anya Taylor-Joy – Le Jeu de la dame                                                                                                 |
| Meilleure performance comique (Best Comedic Performance) | Meilleur héros (Best Hero) |
| - Leslie Jones – Un prince à New York 2 - Eric Andre – Bad Trip - Annie Murphy – Bienvenue à Schitt's Creek - Issa Rae – Insecure - Jason Sudeikis – Ted Lasso | - Anthony Mackie – Falcon et le Soldat de l'Hiver - Gal Gadot – Wonder Woman 1984 - Pedro Pascal – The Mandalorian - Teyonah Parris – WandaVision - Jack Quaid – The Boys                                                                                            |
| Meilleur méchant (Best Villain) | Meilleur baiser (Best Kiss) |
| - Kathryn Hahn – WandaVision - Aya Cash – The Boys - Giancarlo Esposito – The Mandalorian - Nicholas Hoult – The Great - Ewan McGregor – Birds of Prey | - Chase Stokes and Madelyn Cline – Outer Banks - Jodie Comer & Sandra Oh – Killing Eve - Lily Collins & Lucas Bravo – Emily in Paris - Maitreyi Ramakrishnan & Jaren Lewison – Mes premières fois - Regé-Jean Page & Phoebe Dynevor – La Chroniques des Bridgerton   |
| Performance la plus effrayante (Most Frightened Performance) | Meilleur combat (Best Fight) |
| - Victoria Pedretti – The Haunting of Bly Manor - Simona Brown – Mon amie Adèle - Elisabeth Moss – Invisible Man - Jurnee Smollett – Lovecraft Country - Vince Vaughn – Freaky | - "Wanda vs. Agatha" – WandaVision - "Final Funhouse Fight" – Birds of Prey - "Starlight, Reine Maeve, Kimiko vs. Stormfront" – The Boys - "Finale House Fight" – Cobra Kai - "Final Fight vs. Steppenwolf" – Zack Snyder's Justice League                           |
| Révélation de l'année (Best Breakthrough Performance) | Meilleur Duo (Best Duo) |
| - Regé-Jean Page – La Chronique des Bridgerton - Maria Bakalova – Borat, nouvelle mission filmée - Antonia Gentry – Ginny & Georgia - Paul Mescal – Normal People - Ashley Park – Emily in Paris | - Le Faucon et le Soldat de l'Hiver – Falcon et le Soldat de l'Hiver - Barb & Star – Barb et Star vont à Vista Del Mar - Borat & Tutar Sagdiyev – Borat, nouvelle mission filmée - Din Djarin & Grogu – The Mandalorian - Emily Cooper & Mindy Chen – Emily in Paris |
| Meilleur moment musical (Best Musical Moment) | |
| - "Edge of Great" – Julie and the Phantoms - "Brown Skin Girl" – Black is King - "Wildest Dreams" – La Chronique des Bridgerton - "I Wanna Rock" – Cobra Kai - "Stand by Me" - Love and Monsters - "Lost in the Wild" – The Kissing Booth 2 - "Beginning, Middle, End" – À tous les garçons : Pour toujours et à jamais - "Agatha All Along" - WandaVision - "Ahwak (Al Anisa Farah)" - Miss Farah - "Ya Lil (Al Anisa Farah)" - Miss Farah | |

### Récompenses "Unscripted"
| Meilleur documentaire musical (Best Music Documentary) | Meilleur docu-réalité (Best Docu-Reality Show) |
| --- | --- |
| - BTS – Break the Silence: The Movie - Ariana Grande : Excuse Me, I Love You - Framing Britney Spears - The Bee Gees : How Can You Mend a Broken Heart - Biggie : I Got a Story to Tell - Billie Eilish: The World's a Little Blurry - Demi Lovato : Dancing with the Devil - Tina - Shawn Mendes : In Wonder - Taylor Swift : Miss Americana           | - Jersey Shore : Vacances en famille - Below Deck Mediterranean - Black Ink Crew : New York - L'Empire du Bling - Love & Hip Hop : Atlanta                         |
| Meilleure émission de dating (Best Dating Show) | Meilleur casting de télé-réalité (Best Reality Cast) |
| - The Bachelorette - 90 Day Fiancé - Ex On The Beach - Love Is Blind - Ready to Love | - RuPaul's Drag Race - 90 Day Fiancé - Jersey Shore : Vacances en famille - Love & Hip Hop : Atlanta - Les Real Housewives of Atlanta                              |
| Meilleure émission compétitive (Best Competition Series) | Meilleure émission lifestyle (Best Lifestyle Show) |
| - RuPaul's Drag Race - The Circle - The Challenge - Legendary - The Masked Singer | - Nailed It ! - Deliciousness - Fixer Upper : Welcome Home - Making the Cut - Queer Eye                                                                            |
| Émission "Unscripted" de l'année (Best New Unscripted Series) | Meilleur talk-show (Best Talk/Topical Show) |
| - Selena + Chef - L'Empire du Bling - Cardi Tries - Les Real Housewives of Salt Lake City - VH1 Family Reunion : Love & Hip Hop Edition | - Le Daily Show avec Trevor Noah - The Breakfast Club - A Little Late with Lilly Singh - Red Table Talk - Watch What Happens Live with Andy Cohen                  |
| Meilleur jeu télévisé comique (Best Comedy/Game Show) | Meilleur.e animateur.rice (Best Host) |
| - Les Jokers - Floor is Lava - Kids Say the Darndest Things - Ridiculous - Wild 'n Out | - RuPaul – RuPaul's Drag Race - Nicole Byer – Nailed It ! - Rob Dyrdek – Ridiculous - Tiffany Haddish – Kids Say the Darndest Things - T. J. Lavin – The Challenge |
| Influenceur.se de l'année (Breakthrough Social Star) | Meilleure émission de faits divers et d'affaires judiciaires (Best Real-Life Mystery or Crime Series)                                                              |
| - Bretman Rock - Charli D'Amelio - Jalaiah Harmon - Addison Rae - Rickey Thompson | - Catfish : fausse identité - Un meurtrier sous mon toit - Night Stalker : The Hunt for a Serial Killer - Au royaume des fauves - Les Enquêtes extraordinaires     |
| Meilleure dispute (Best Fight) | Meilleure télé-réalité internationale (Best International Reality Series)                                                                                          |
| - "Kourtney Kardashian vs. Kim Kardashian West" – L'Incroyable Famille Kardashian - "Chrishell Stause vs. Christine Quinn" — Selling Sunset - "Jackie Goldschneider vs. Teresa Giudice" – Les Real Housewives of New Jersey - "Kandy Muse vs. Tamisha Iman" – RuPaul's Drag Race : Untucked - "Law Roach vs. Guest Judge Dominique Jackson" – Legendary | - Love Island(Royaume-Uni) - Acapulco Shore - Geordie Shore - Nailed It ! (Méxique) - RuPaul's Drag Race UK                                                        |

### Récompense "Comedic Genius"
- Sacha Baron Cohen

### Récompense "MTV Generation"
- Scarlett Johansson

### Accomplissement de toute une vie de MTV Reality Royalty
- Jersey Shore : Vacances en famille[5]

## Nominations multiples

### Film
Les films suivants ont reçu plusieurs nominations :
- Trois - Borat, nouvelle mission filmée
- Deux - Birds of Prey, Judas and the Black Messiah, Promising Young Woman, À tous les garçons : Pour toujours et à jamais

### Télévision
Les séries suivantes ont reçu plusieurs nominations :
- Six - WandaVision
- Quatre - The Boys, La Chronique des Bridgerton
- Trois - Cobra Kai , Emily in Paris, RuPaul's Drag Race, The Mandalorian
- Deux - 90 Day Fiancé, Jersey Shore : Vacances en famille, Kids Say the Darndest Things, Legendary, Love & Hip Hop : Atlanta, Nailed It !, Ridiculous, The Challenge, Falcon et le Soldat de l'Hiver

## Remettants

### Émission principale
- Mandy Moore & Justin Hartley - remettent la catégorie "Meilleur héros"
- Lin-Manuel Miranda, Anthony Ramos, Corey Hawkins, Leslie Grace et Melissa Barrera - présentent en avant-première In the Heights
- Yvonne Orji & Eric Andre - remettent la catégorie "Meilleure performance dans une série télévisée"
- Jurnee Smollett - remet la catégorie "Révélation de l'année"
- Billy Porter - remet le "Generation Award" à Scarlett Johansson
- Scarlett Johansson - présente l'avant-première de Black Widow
- Addison Rae et Tanner Buchanan - remettent la catégorie "Meilleur baiser"
- Jacob Elordi - remet la catégorie "Meilleur combat"
- Nasim Pedrad - remet la catégorie "Meilleure performance comique"
- Riley Keough & Taylour Paige - remettent la catégorie "Meilleur duo"
- Tom Hiddleston - présente l'avant-première de Loki
- Seth Rogen - remet le "Comedic Genius Award" à Sacha Baron Cohen
- Le casting de Outer Banks - remettent la catégorie "Meilleur méchant"
- Anthony Mackie - remet la catégorie "Performance la plus effrayante"
- Patrick Wilson & Vera Farmiga - présente l'avant-première de Conjuring : Sous l'emprise du Diable
- Antonia Gentry - remet la catégorie "Meilleur moment musical"
- Yara Shahidi - remet la catégorie "Meilleure performance dans un film"
- Ralph Macchio & William Zabka - remet la catégorie "Film de l'année"

### Émission "Unscripted"
- Heidi Klum & Winnie Harlow - remettent la catégorie "Meilleur casting de télé-réalité"
- Ray J & Princess Love - remettent la catégorie "Meilleure émission de dating"
- Nikki Bella & Brie Bella - remettent la catégorie "Meilleure dispute"
- Paris Hilton - remet le "Reality Royalty Award" au casting de   Jersey Shore
- Tayshia Adams - remet la catégorie "Meilleur talk-show"
- La famille D'amelio - présente l'avant-première de « Meet the D'amelio » et remet la catégorie "Meilleur.e présentateur.rice"
- Bretman Rock - remet la catégorie "Émission "Unscripted" de l'année"
- Erikya Jane, Gottmik & Symone - remettent la catégorie "Influenceur.se de l'année"
- Chrishell Stause, Mary Fitzgerald & Heather Young - remettent la catégorie "Meilleure émission lifestyle"
- Christine Chiu & Anna Shay - remettent la catégorie "Meilleure émission compétitive"
- Christine Quinn - remet la catégorie "Meilleur jeu télé comique"
- Kyle Richards - remet la catégorie "Meilleur docu-réalité"

## Informations sur la cérémonie
MTV n'a pas organisé d'édition 2020 de la cérémonie en raison de la pandémie de COVID-19. MTV a annoncé le 11 mars 2021 que la cérémonie prendrait place les 16 et 17 mai 2021, avec la première soirée consacrée aux films et à la télévision scénarisée, et la seconde (intitulée MTV Movie & TV Awards : Unscripted) concentrée sur les émissions non scénarisées et la télé-réalité.